# Solo (wielerploeg)

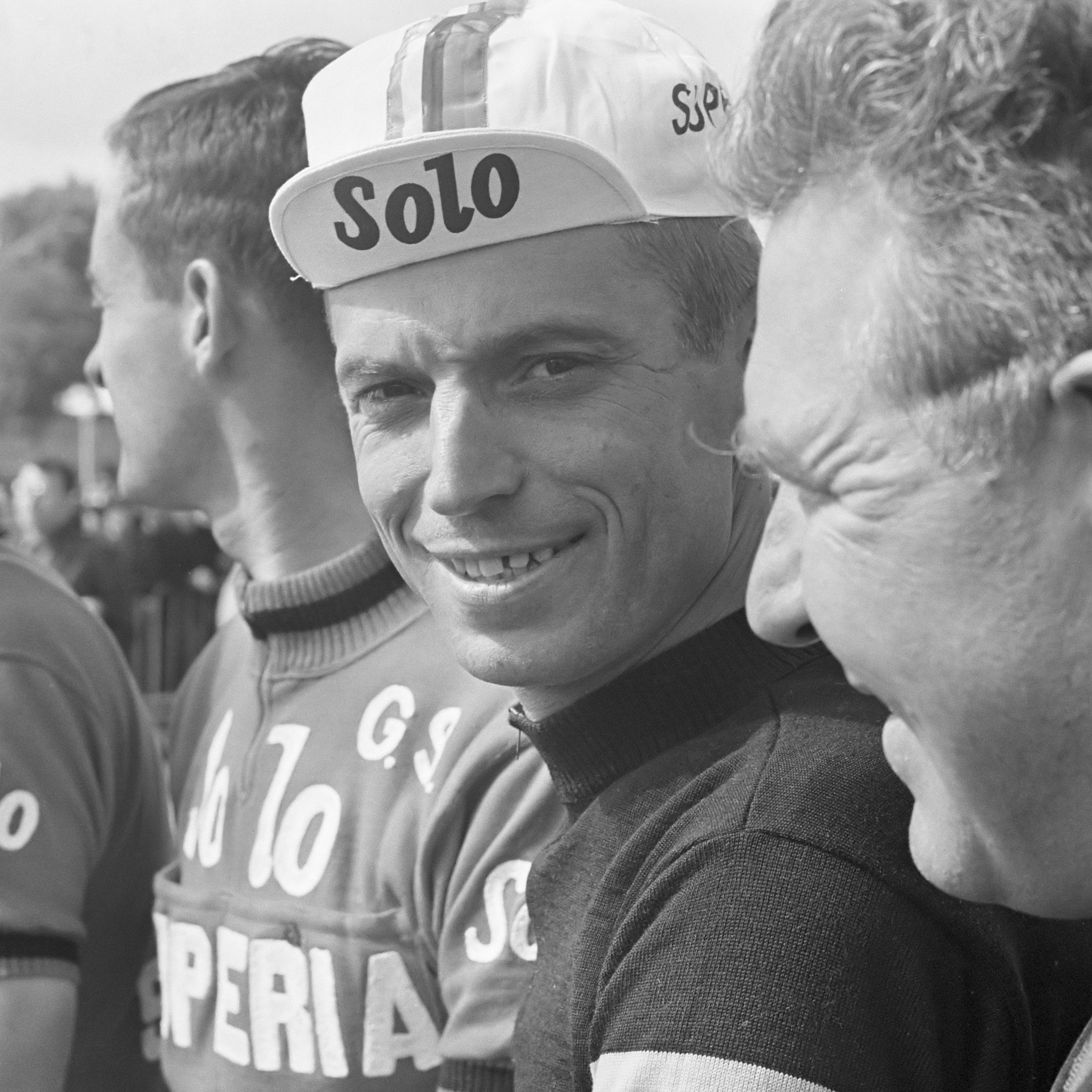
Rik Van Looy tijdens de Ronde van Frankrijk 1964 in het tenue van Solo-Superia.

Solo was een Belgische wielerploeg, actief van 1961 tot 1966. Robert Naeye was de belangrijkste ploegleider in deze jaren. Vooral in de laatste drie jaren was de ploeg erg succesvol, met onder meer Rik Van Looy en een jonge Eddy Merckx in de ploeg, die zijn profdebuut maakte bij Solo maar na één jaar al vertrok.
Toen de ploeg in 1961 begon was de 37-jarige Rik Van Steenbergen een van de speerpunten van de ploeg. Van Steenbergen bleef alle zes jaren bij Solo, waarvoor hij nog veel zesdaagsen won. Toch zorgde Jos Wouters in de eerste jaren voor de successen, zoals. Parijs-Tours in 1961. De volledig Belgische ploeg werd in 1964, onder aanvoering van Edward Sels en Van Looy een sterke ploeg. Van Looy won in 1965 Parijs-Roubaix, evenals 8 etappes in de Vuelta, net als het puntenklassement. Merckx behaalde in zijn eerste profjaar een paar kleine overwinningen.

## Naamswijzigingen
- 1961: Solo-Van Steenbergen
- 1962: Solo-Terrot
- 1963: Solo-Terrot
- 1964: Solo-Superia
- 1965: Solo-Superia
- 1966: Solo-Superia